# Chiesa di Santa Maria di Piedigrotta

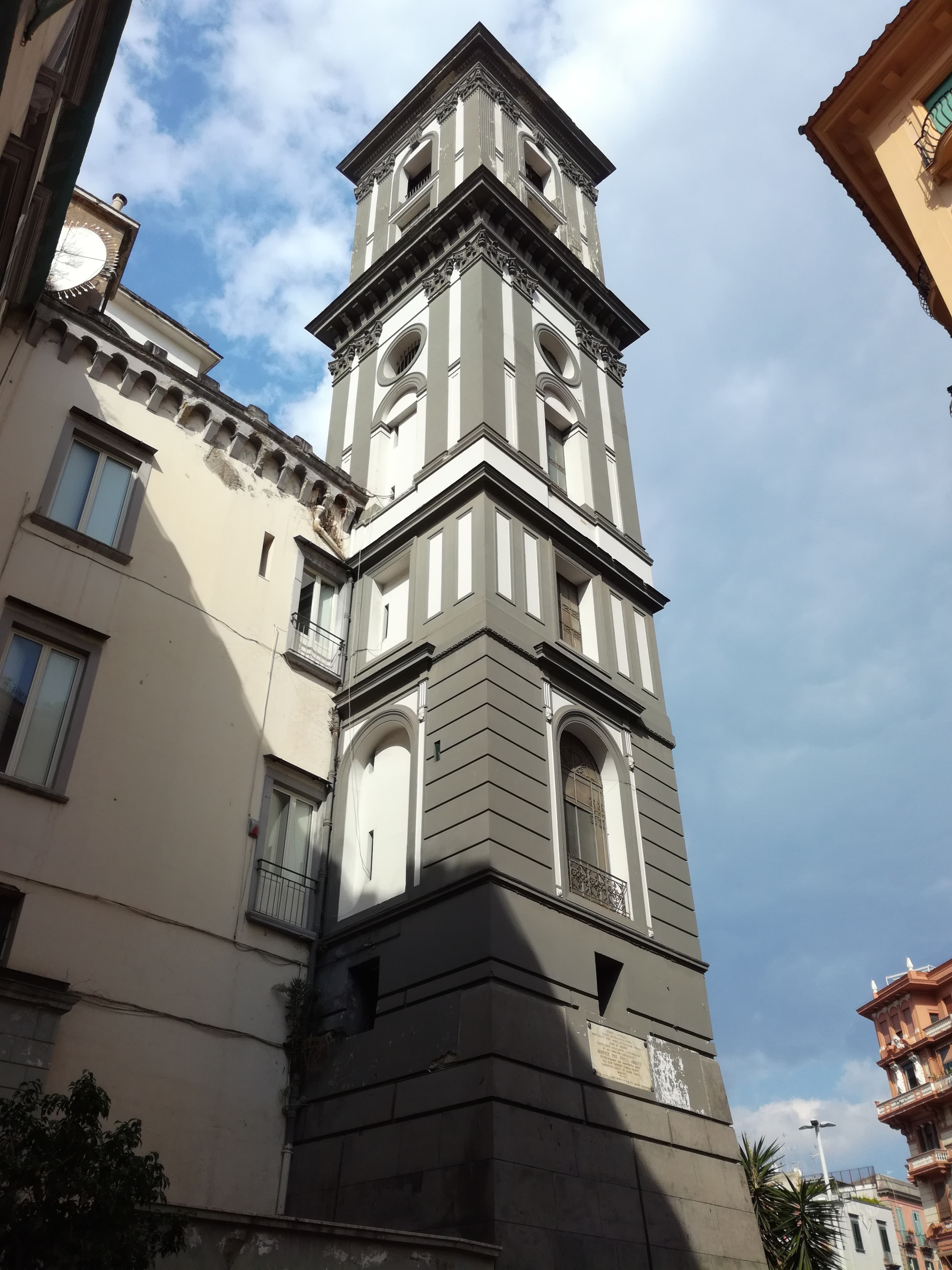
Il campanile

La chiesa di Santa Maria di Piedigrotta è un luogo adibito al culto cattolico situata nella zona di Piedigrotta del quartiere Chiaia di Napoli.

## Storia
La chiesa di Santa Maria di Piedigrotta, dedicata alla Natività di Maria, fu eretta a partire dal 1352 e terminata nel 1353, sul sito di una precedente chiesa dedicata all'Annunciazione alla Vergine Maria costruita nel V secolo, dove già si venerava un'immagine lignea della Vergine. Nei pressi sorgeva anche la piccola ed ugualmente antica cappella di Santa Maria dell'Itria, nome derivante per deformazione da "Odigitria", che è il nome di un particolare culto ed aspetto mariano di origine bizantina riconoscibile da una iconografia specifica, cioè col bambino in braccio nell'atto di benedire, e diffuso in tutto il sud dell'Italia. Questa cappella fu costruita su un precedente sacello del dio Priapo citato nel Satyricon di Petronio. Riti orgiastici erotici settembrini che si svolgevano anticamente, con danze e canti osceni intorno al simulacro del dio, anticiparono la successiva festa di Piedigrotta. D'altra parte ritrovamenti archeologici testimoniano con assoluta evidenza come nell'area dell'attuale chiesa già si praticasse il culto di Mitra.
Nel 1453 il re Alfonso d'Aragona concesse la chiesa ai canonici lateranensi, per essere poi restaurata nel 1520, nel 1820 e nel 1853. In origine l'ingresso principale della chiesa era presso l'altare maggiore, ma nel 1506 fu spostata sulla facciata rivolta verso la città.
Nel 1571 don Giovanni d'Austria, comandante della flotta della Lega Santa, si recò in agosto a pregare la Madonna di Piedigrotta prima della battaglia di Lepanto e vi ritornò in ottobre in ringraziamento, dopo avere sconfitto la flotta dell'impero ottomano. L'interno della chiesa fu rimaneggiato tra il 1809 ed il 1824 e nel 1912 la chiesa fu eretta a parrocchia dal cardinale Prisco.

## Descrizione

### Esterno
L'attuale facciata, dove si trovava un affresco di Giacinto Gigante del 1853, poi perduto, fu realizzata da Errico Alvino mescolando linee rinascimentali ad altre gotiche. Nel timpano c'è un bassorilievo che rappresenta la Madonna, a sinistra re Alfonso d'Aragona in ginocchio, a destra Agostino d'Ippona, padre ispiratore dei Canonici Lateranensi e, in piedi, papa Niccolò V. Sotto il timpano c'è l'iscrizione:
Il portale in noce fu scolpito da Bernardo Manco nel 1853 e reca i quattro evangelisti e i SS. Apostoli Pietro e Paolo. Sull'architrave della porta spicca lo stemma dei religiosi Lateranensi, quello aragonese e quello dei Capece-Galeota, una delle nobili famiglie napoletane che finanziò il restauro. Sul portale appare la scritta:

### Interno

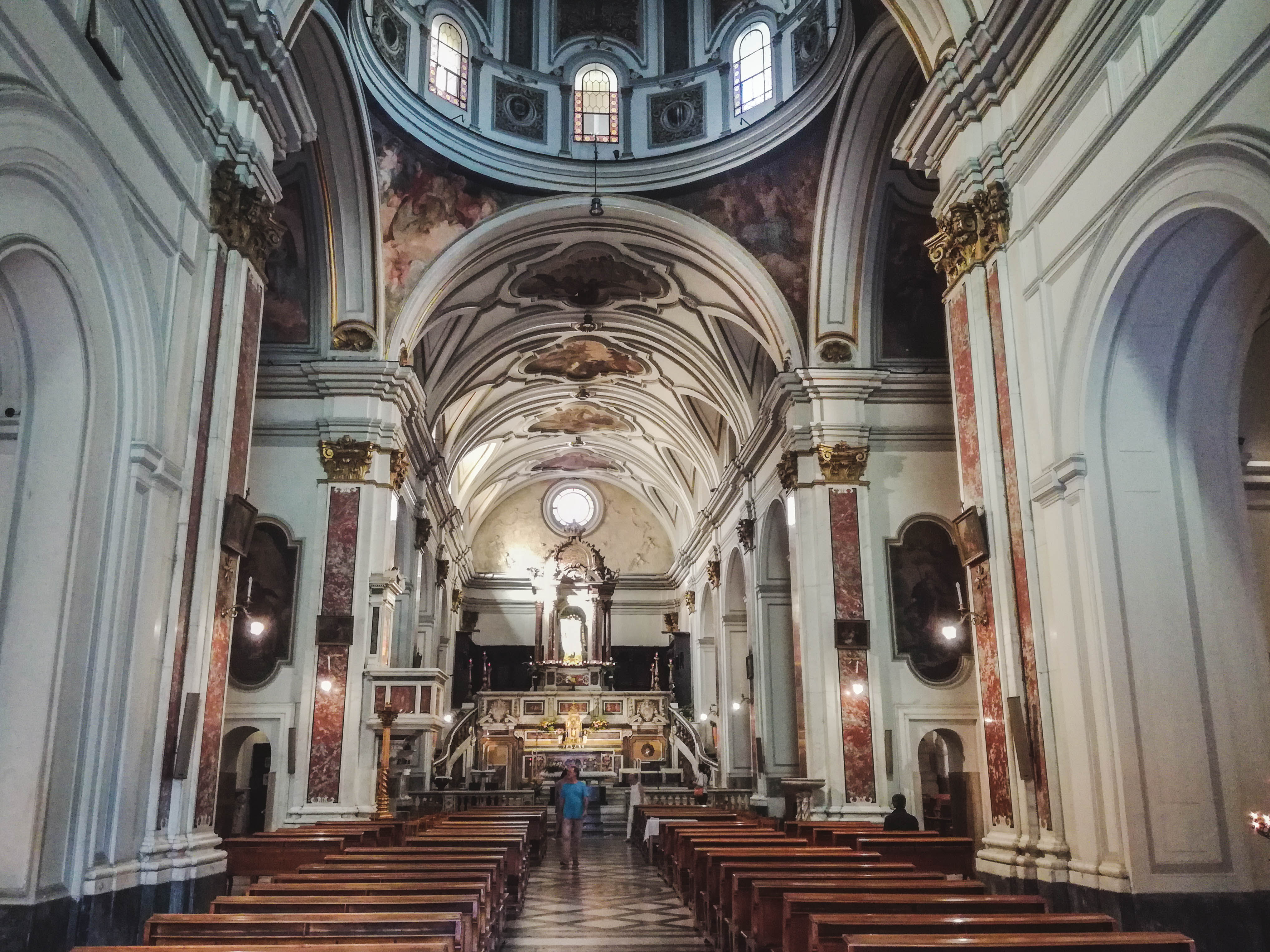
L'interno

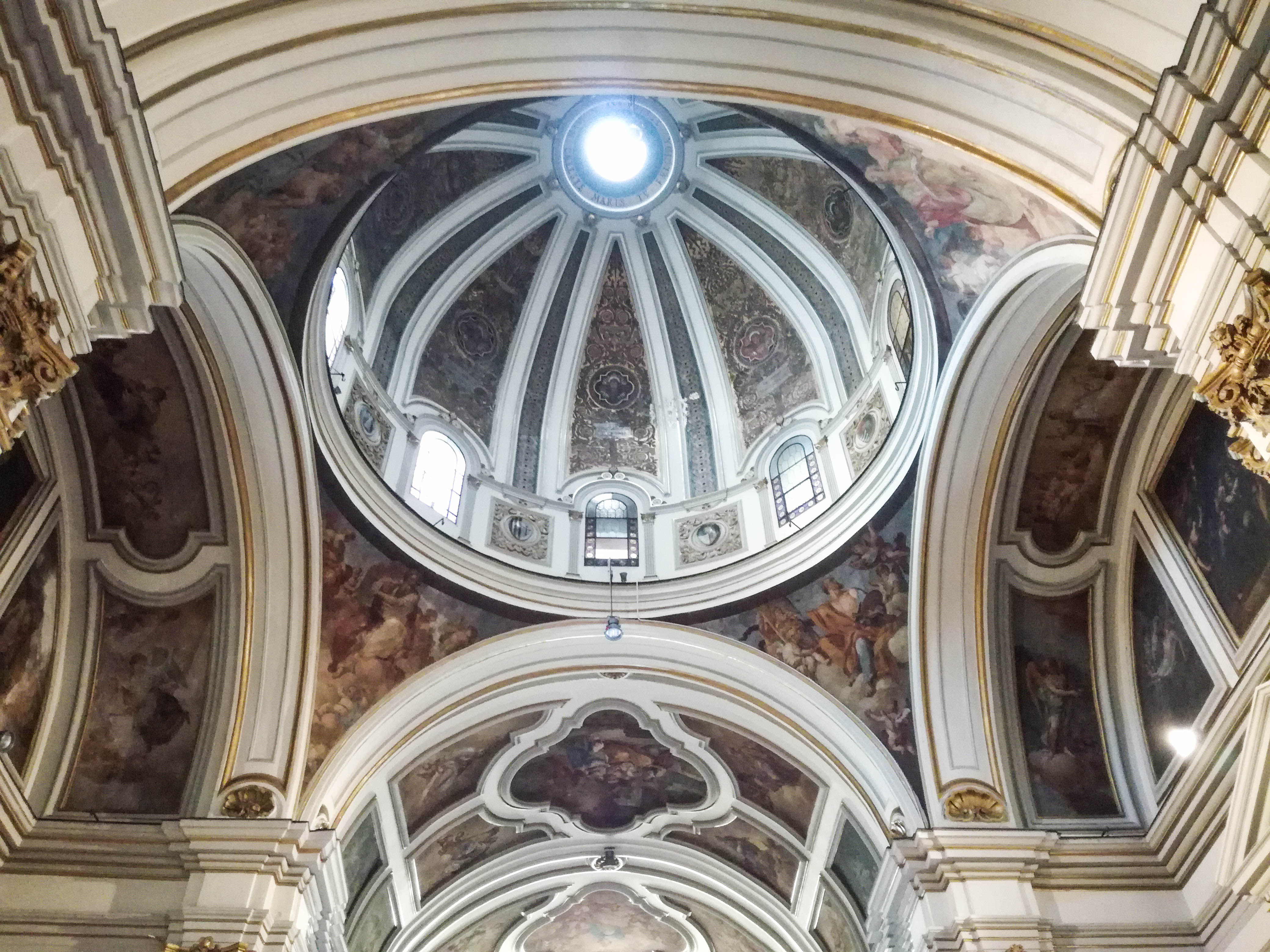
La cupola

L'interno a croce greca a navata unica è arricchita da cupole decorate da Eugenio Cisterna. Oltre alla chiesa, il complesso monastico è formato dal cenobio, dalla farmacia, dalla canonica, dal campanile e dal chiostro. Nella canonica vi è un ex voto di Edoardo Dalbono offerto dall'artista per la guarigione della moglie ed altre tele attribuite a Francesco Solimena, Mattia Preti e Salvator Rosa.
La volta è stata affrescata fra il 1818 e il 1824 da Gaetano Gigante (allievo di Giacinto Diano e padre di Giacinto).

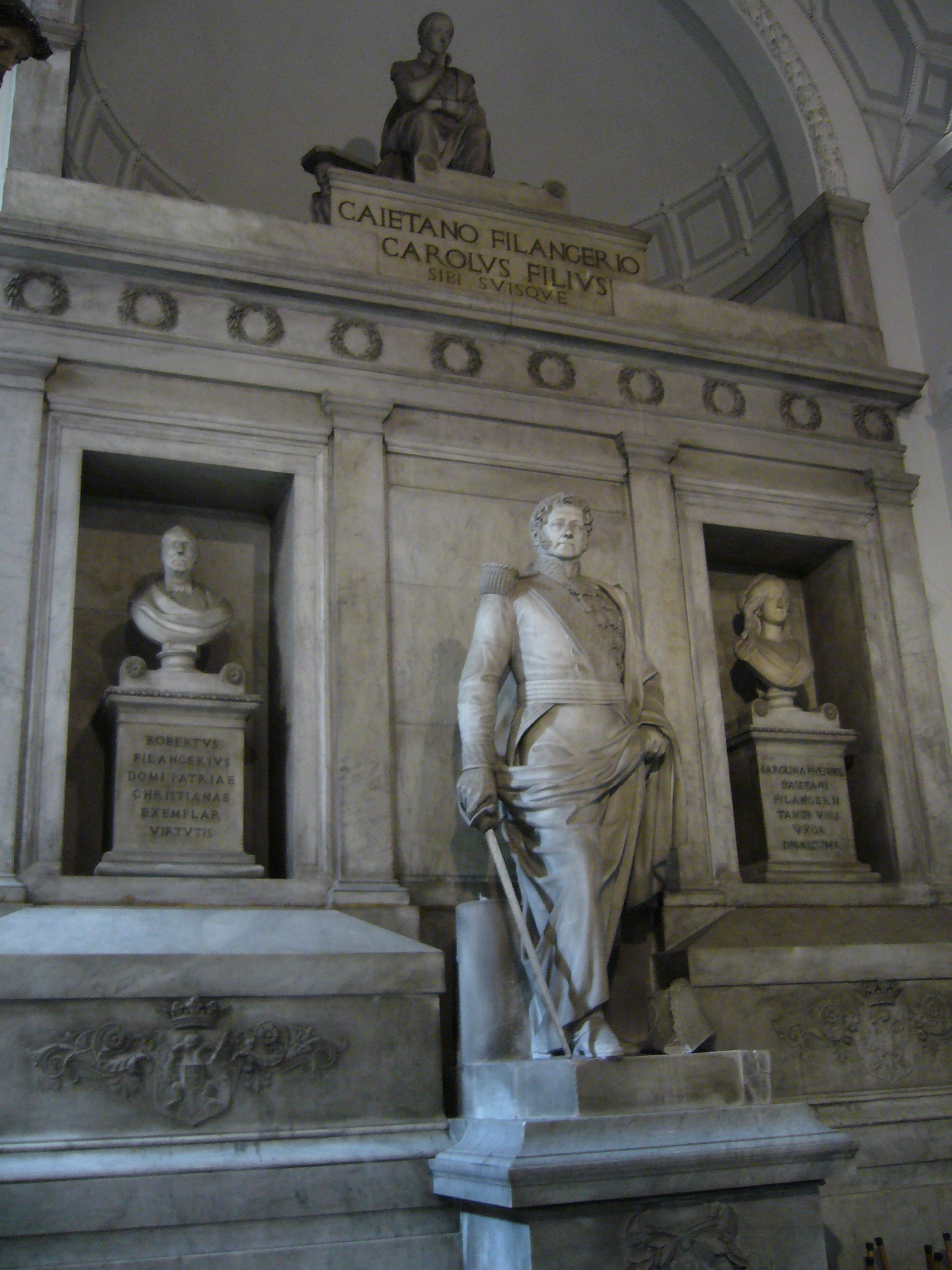
Monumenti funebre a Carlo Filangieri

Varcato l'ingresso, sulla a destra, vi è l'iscrizione in ricordo della storica visita di Pio IX il 15 settembre 1849, mentre a sinistra vi è il battistero con la tela “Madonna di Piedigrotta con i santi Biagio, Ubaldo e Gennaro” di Fabrizio Santafede ai cui lati sono la “Visitazione” e l'“Offerta di Maria al Tempio” di Francesco Capobianco.
Nella cappella a dedicata alla “Madonna di Pompei” si possono ammirare la “Crocifissione”, una “Pietà con Antonio da Padova” di Wenzel Cobergher e la “Madonna del Latte”. Nel transetto, nella pala sopra l'altare, una tela col “Calvario” ai cui lati sono “Gesù Risorto” e la “Maddalena”. Segue la cappella di Sant'Agostino con “la Morte di Sant'Agostino” di Gustavo Mancinelli e ai lati lo “Sposalizio della Vergine” di Paolo Finoglio e il Cristo Risorto appare alla Vergine di Fabrizio Santafede. Seguono le cappelle Filangieri chiuse da un artistico cancello in ferro battuto con lo stemma di famiglia alla fine delle quali, in fondo, si scorgono i monumenti a Gaetano Filangieri mentre in basso quello di suo figlio Carlo di Nicola Renda.
Dalla cappella Filangieri si sale sull'altare maggiore dove vi è la statua lignea dipinta della Madonna di Piedigrotta della bottega di Tino di Camaino (1339) ornata nel 1802 da due corone d'argento ed il tabernacolo di Pier Paolo Farinelli. Dietro l'altare vi è il coro ligneo (1525) con dodici statuette degli apostoli e con, sotto il finestrone centrale, il tabarro della Madonna che fu posto in bacheca negli anni sessanta cioè durante l'ultimo restauro. Nell'ultima cappella dedicata a “San Lazzaro” vi sono i soggetti di Belisario Corenzio: la “SS. Trinità con la Madonna e gli Angeli”, gli “Evangelisti”, la “Guarigione dell'ossesso” e la “Resurrezione del fanciullo di Naim”. Altre tele e pregevoli arredi sono riposti nella sacrestia.
Nella chiesa venne anche sepolto Claudio Gonzaga (†1586), figlio di Luigi Gonzaga (†1549), dei Gonzaga di Palazzolo.

### Il chiostro
Il pian terreno del chiostro, a pianta rettangolare, è attribuito a Tommaso Malvito; fu commissionato da Onorato II Caetani (Gaetani d'Aragona), come attestano gli stemmi Gaetani d'Aragona che ornano i capitelli marmorei delle colonne e i relativi peducci situati nei quattro angoli del chiostro. Inglobato dopo l'Unità nell'Ospedale della Marina Militare, da tempo dismesso, il chiostro è oggi gestito dall'Esercito, che ha allo studio un progetto di valorizzazione.

## Festa di Piedigrotta
La chiesa è popolare soprattutto perché l'8 settembre si celebra la festa religiosa della Natività di Maria. Tale culto risale al 1353, ma vi sono alcune testimonianze anteriori nei registri angioini (1316) di un culto precedente, relativo all'Annunciazione, e celebrato annualmente il 25 marzo.